# Иван Симеонов (просветен деец)
 Тази статия е за просветния деец.  За военния деец вижте Иван Симеонов.  
Иван Симеонов Балабанов, подписвал се в трудовете си като Йоанис Симеонидис, е български възрожденски просветен деец и книжовник-елинист.

## Биография
Симеонов е роден около 1785 година в неврокопското село Търлис, тогава в Османската империя. Получава гръцко образование, като завършва гръцката гимназия на остров Хиос, заедно с Емануил Васкидович. След Гръцката завера от 1821 година е изпратен на заточение. След освобождаването си става учител и преподава в Търново (до 1837 година) и околните манастири. От 1837 до около 1845 година живее и твори в Преображенския манастир, а след това до около 1850 година в Килифаревския манастир. След 1855 година преподава в родното си село. Тук той подарява на църквата „Свети Никола“ славянско евангелие и започва строеж на училищна сграда, за която отпуска сумата от 4500 гроша.
Той е автор е на няколко христоматии-сборници от слова и поучения на гръцки език. Превежда съчинения на античните автори Платон, Сократ, Лукиан, както и на отците на църквата Йоан Златоуст, Григорий Богослов, Антоний Византиец. В 1840 година Симеонов издава в Пеща на гръцки сборника „Многоцветна градина“ (Κήπος Πολυανθής), като в предговора си казва „защото моя народ, а именно българското племе“ (Διότι τό έθνος μου, λέγω τό γένος των Βουλγάρων). През 1856 година е сред спомоществователите на второто издание на „Неделник“ на Софроний Врачански:
| „ | Г. уч(итель) Иваннъ Симеоновъ Македонецъ отъ село Тарлазïе, що е билъ най-пьрвый учитель елинскïй въ голѣмо Търново. | “ |

Умира през 1860 година в руския манастир на Атон „Свети Пантелеймон“.